# Bushby
Bushby – wieś w Anglii, w hrabstwie Leicestershire. Leży 7 km na wschód od miasta Leicester i 140 km na północny zachód od Londynu.